# Batalla de Salvetat
La batalla de Salvetat (11-12 de setembre de 1217, prop de l'actual Sent Julian de Garona) fou una de les batalles de la croada albigesa lluitada per les tropes de Ramon VI de Tolosa i Roger de Comenge, que van derrotar els croats de Tolosa de Llenguadoc.

## Antecedents
El novembre de 1215 va tenir lloc el quart Concili del Laterà, on es va reconèixer Simó de Montfort com a comte de Tolosa, i on ell mateix va justificar les massacres de la població local. Ramon VI de Tolosa, exiliat a Catalunya després de la batalla de Muret fou desposseït de tots els seus béns i títols.
El 1216, a la cort de París, Simó de Montfort va retre homenatge al Felip II August de França com a duc de Narbona, comte de Tolosa i vescomte de Besiers i Carcassona. Fou, tanmateix, un domini efímer: Aquell mateix any esclatà al Llenguadoc una revolta dirigida pel fill del comte occità: Ramon el Jove –el futur Ramon VII de Tolosa-, que va guanyar el setge de Bellcaire, la primera victòria occitana. Entre maig i setembre de 1217, Simó de Montfort va recuperar terreny però va esmerçar importants recursos militars i econòmics que el van afeblir.
En 1217 es va acordar al Pallars, on Roger de Comenge era el comte consort de Guillemina I de Pallars Sobirà, una expedició en auxili de Tolosa. Ramon VI de Tolosa i Roger de Comenge, amb altres expedicionaris van sortir de Gerri en 7 de setembre, i va passar per Sort, Llavorsí i Esterri d'Àneu, per travessar els Pirineus pel Coll de Salau i un cop travessats se'ls va unir Bernat IV de Comenge i Ramon Roger I de Foix amb les seves tropes i es va celebrar un consell de guerra.

## Batalla
L'avantguarda es va trobar amb les tropes dels Monfort comandada per Ramon Roger I de Foix i Roger de Comenge va intentar creuar la Garona a l'altura de Sant Julià on foren continguts pels croats, inferiors en nombre i comandats per Joris, un noble occità fidel a Simó de Montfort, que pretenia barrar-los el pas cap a Tolosa, fins a l'arribada de Ramon VI de Tolosa amb el gruix de les tropes, que va derrotar els croats patint algunes baixes.

## Conseqüències
Els expedicionaris van decidir no entrar en Tolosa pel sud, on el Castell Narbonès controlava la porta de Narbona i creient que la guarnició sabria de la seva arribada, van creuar la Garona coberts per la boira per l'illa de Basacle, al nord de la ciutat i varen entrar a la ciutat per la porta de Bazacle, sent rebuts per una multitud de totes les classes socials el 13 de setembre. Els croats ràpidament la posaren en setge i la van recuperar després de vuit mesos, el juny de 1218, i durant el qual va morir el mateix Simó de Montfort. Tolosa va retornar al domini de Ramon VI.
Durant aquell temps, però, el nou papa de Roma Honori III havia convençut els francesos del nord d'implicar-se més en la croada i el rei va manar al seu fill Lluís de fer una incursió a Marmanda i posar setge a la ciutat de Tolosa el 1219, però Lluís acabà retornant a casa seva.